# Nodar Jashba
Nodar Vladimirovich Khashba (en abjasio: Нодар Хашба, en georgiano: ნოდარ ხაშბა; Tkvarcheli,1 de octubre de 1951) fue un primer ministro accidental de Abjasia, una república parcialmente reconocida y alcalde de Sukhumi.

## Biografía
Khashba fue alcalde de Sukhumi desde 1993 hasta 1995. Después de eso, se convirtió en un alto funcionario del ministerio de emergencias de Rusia. En abril de 2004 emergió como uno de los líderes más destacados del nuevo movimiento político llamado Abjasia Unida (Yedinaya Abkhazia, reminiscencia del partido ProKremlin Yedinaya Rossiya). No fue elegible para postularse en las elecciones presidenciales de octubre de 2004 en Abjasia debido al requisito de que los candidatos debían haber residido en Abjasia durante cinco años. Poco después de las elecciones, en medio de la confusión en torno a su resultado, el presidente saliente, Vladislav Ardzinba, nombró a Khashba primer ministro.
En noviembre de 2014, Khashba, nombrado por los familiares de Tamara Shakryl como responsable de su muerte y amenazado por ellos, tuvo que pasar la noche en la sede de paz de Rusia en Sujumi. Las tensiones continuaron aumentando a medida que llegaba el día de la ceremonia inaugural de Bagapsh. A principios de diciembre de 2004, sin embargo, Bagapsh llegó a un acuerdo con Khadjimba en virtud del cual se presentarían a nuevas elecciones bajo una candidatura de unidad nacional, con Bagapsh como candidato presidencial y Khadjimba como candidato a la vicepresidencia. La candidatura ganó las elecciones con más del 90% de los votos, y la nueva administración asumió el cargo el 12 de febrero de 2005.